# ウラカ・デ・カスティーリャ (ナバラ王妃)
ウラカ・デ・カスティーリャ（スペイン語：Urraca de Castilla, 1133年 - 1179年）またはウラカ・アルフォンソ・ラ・アストゥリアナ（Urraca Alfonso la Asturiana）は、カスティーリャ王・レオン王アルフォンソ7世の庶子で、ナバラ王ガルシア6世（ガルシア・ラミレス）の2番目の妃。夫の死後に故国に戻り、1153年から1165年までアストゥリアスの摂政をつとめた。ウラカは、異母弟であるレオン王フェルナンド2世に対する反乱に関与し、2番目の夫であるアルバロ・ロドリゲス・デ・カストロと共に、アストゥリアスの独立を確保しようとした。

## 生涯

### 生い立ちと家族
ウラカはカスティーリャ王・レオン王アルフォンソ7世とその愛妾ゴントロド・ペレスの間に王の庶子として、1133年にペルガノで生まれた。母ゴントロドが愛妾となった1年後に生まれたが、このとき父アルフォンソ7世はまだ王妃ベレンゲラ・デ・バルセロナと結婚しており、ゴンザロ・ペレスの反乱が起こっていた時であり、父の嫡子サンチョが生まれる1年前のことであった。ウラカの母方の祖父母はアストゥリアスの高位の貴族の出身で、祖父ペドロ・ディアス・デ・バジェは複数の伯爵の子孫であり、その妻マリア・オルドーニェスはラミロ3世の息子オルドーニョ・ラミレスとその妃クリスティーナの子孫にあたる。母ゴントロドはアルフォンソ7世と別れ、ウラカの誕生の1年後に修道院に入り、ウラカは父方の叔母サンチャ・ライムンデスにより宮廷で育てられた。

### ナバラ王妃
ウラカは1144年6月24日にナバラ王ガルシア6世（ガルシア・ラミレス）と結婚した。この結婚はガルシア6世にとって2度目であり、問題のあった最初の妃マルガリータ・デ・ライグレは、ガルシア・ラミレスとアルフォンソ7世との関係を強めるためにウラカとの結婚が決められたひと月前に死去していた。この結婚は1150年11月21日にガルシア・ラミレスが死去するまでの6年間続いた。ナバラ王位はガルシア・ラミレスとマルガリータ・デ・ライグレの息子サンチョ6世が継承した。ウラカの異母妹サンチャがサンチョ6世と結婚し、ナバラ王妃となった。

### アストゥリアスの摂政
王太后ウラカは、1150年に夫ガルシアが亡くなった後に故郷に戻り、父アルフォンソ7世からアストゥリアスを統治するために派遣された。オビエドにおいては、ウラカはオビエド大聖堂の隣にあったアストゥリアス王アルフォンソ2世の宮殿に居を構えた。父王は、アジェール領主領を含む領地をウラカに与えた。ウラカは1153年から1165年までアストゥリアスを統治し、1157年に父親が死去した後も権力を保持した。
1163年より前に、ウラカはロドリゴ・フェルナンデス・デ・カストロとエロ・アルバレスの息子であるアルバロ・ロドリゲス・デ・カストロと再婚した。アルバロは、1150年から1171年までチャンターダ領主およびアストゥリアス総督をつとめ、サリア総督、レオンの塔の総督、フェルナンド2世の軍旗棒持者（alférez ）となり、後にフェルナンド2世の執事長（mayordomo mayor）とされた。1163年のサン・ビセンテ・デ・オビエド修道院から発行された特許状には、「アストゥリアスを統治するアルバロ・ロドリゲスと妻のウラカ」（Alvaro Roderici cum uxore sua regina Urraca Asturias imperante）と記されており、また、1165年以降のサン・サルバドール・デ・セロリオ修道院から発行された特許状にもウラカが夫のアルバロと共にアストゥリアスを統治していたと言及されている。
サンタ・マリア・デ・オテロ・デ・ラス・ドゥエニャス修道院からの特許状において「ウラカ王妃とドン・アルバロ・ロデリチがフェルナンド2世がアストゥリアスを失うことを望んだとき...」と記されているように、ウラカとアルバロはアストゥリアスの独立を確保するための反乱に関与していた。1164年初め、フェルナンド2世はアストゥリアスにおける暴動を鎮圧するために受けた支援に対し、オビエド司教に感謝を示した。
ウラカは母ゴントロドとともにオビエド郊外にサンタ・マリア・デ・ラ・ベガ修道院を創建し、ゴントロドは同修道院に埋葬された。ゴントロドの墓は現在アストゥリアス考古学博物館で保存されている。

### 死
ウラカは1164年以降にパレンシアで死去したが、その正確な没年月日は不明である。一部の年代記作者はウラカの死を1164年10月26日としたが、これは不可能である。なぜなら、ウラカは1165年に2番目の夫とともにサン・サルバドール・デ・セロリオ修道院の特許状において確認され、1178年2月25日にもサンタ・マリア・デ・サンドバル修道院に対し寄進を行い、同修道院に埋葬するよう頼んでいるからである。他の資料ではウラカの死を1189年としている一方で、『トレド年代記』によるとウラカは1179年に死去したという。ウラカは最終的にパレンシア大聖堂のサンタ・マリア・マグダレナ礼拝堂に埋葬された。ウラカが同地に葬られた理由は、2番目の夫の一族であるカストロ家が、パレンシアの町を含むいくつかの領地を統治していたためとも考えられる。

## 子女
最初の夫ナバラ王ガルシア6世（ガルシア・ラミレス）との間に以下の子女が生まれた。
- サンチャ・ガルセス（1148年 - 1176年） - ガストン5世・ド・ベアルンと結婚、後にナルボンヌ子爵・モリナ領主ペドロ・マンリケ・デ・ララと再婚[17]。

2番目の夫アルバロ・ロドリゲス・デ・カストロとの間に1男が生まれた。
- サンチョ・アルバレス・デ・カストロ（1164年頃 - 1196年以降） - 1196年7月23日にオビエドのサン・ペラーヨ修道院において「アストゥリアスを統治するサンチョ・アルバレス、ウラカ王妃の息子」（Dominante Asturias Sancius Alvari filius regina Urrace）として確認される[22][24]。